# Chios (Mythologie)
Chios (altgriechisch Χίος Chíos) ist in der griechischen Mythologie der eponyme Heros der gleichnamigen Insel.
Pausanias berichtet von einer ansonsten nicht bezeugten Erzählung des Dramatikers Ion von Chios, in der der Besuch Poseidons auf der Insel behandelt wird. Poseidon kommt auf die Insel, als diese noch unbewohnt ist; mit einer Nymphe zeugt er Chios, der seinen Namen wegen des bei der Geburt einsetzenden Schneefalls (χιών chiṓn, deutsch ‚gefallener Schnee‘) erhält. Mit einer andern Nymphe zeugt er Agelos und Melas. Bei Stephanos von Byzanz wird Chios als ein Sohn des Okeanos genannt.